# Paralelo 65 sur
El paralelo 65 sur es un paralelo que está 65 grados al sur del plano ecuatorial de la Tierra. Cruza el Océano Antártico y La Antártida.
A esta latitud el día dura 3 horas con 35 minutos en el solsticio de junio y 22 horas con 3 minutos en el solsticio de diciembre.

## Alrededor del mundo
Comenzando en el meridiano de Greenwich y tomando la dirección este, el paralelo 65 sur pasa sucesivamente por:
| Coordenadas                       | País, territorio o mar | Notas                                                                                           |
| --------------------------------- | ---------------------- | ----------------------------------------------------------------------------------------------- |
| 65°0′S 0°0′E / -65.000, 0.000     | Océano Antártico       | Sur del Océano Atlántico Sur del Océano Índico Sur del Océano Pacífico Sur del Océano Atlántico |
| 66°0′S 63°12′O / -66.000, -63.200 | Antártida              | Península Antártica, reclamada por Argentina, Chile y Reino Unido                               |
| 66°0′S 59°3′O / -66.000, -59.050  | Océano Antártico       | Sur del Océano Atlántico                                                                        |